# Битка при Калиманци (1924)
 Тази статия е за битката на ВМРО.  За битката от Междусъюзническата война вижте Битка при Калиманци.  
Битката при Калиманци е сражение между четата на Вътрешната македонска революционна организация на Панчо Михайлов и сръбски войски от 12 юли 1924 година.
На 12 юли 1924 година четата на Панчо Михайлов влиза в сражение със сръбска потеря край Калиманци, при което загиват Михаил Недялков, Мите Церски, Мишо Наутлиев, Стоил Бичаклиев от Щип и Илия Златанов от Дулица, брат на Харалампи Златанов.
- Михаил Недялков
- Мите Церски
- Михаил Наутлиев
- Стоил Бичаклиев
- Илия Златанов